# Lutriņi
Lutriņi (deutsch: Luttringen) ist ein Ort in Kurland in Lettland.
Lutriņi liegt im Südosten des Bezirks Saldus an der Autobahn P108, 11 km vom Bezirkszentrum Saldus und 128 km von Riga entfernt.
Lutriņi geht auf das ehemalige Herrenhaus Luttringen zurück. Es gibt eine 1827 erbaute evangelisch-lutherische Kirche, eine Grundschule, einen Kindergarten, einen Club, eine Bibliothek, eine Pension, eine Schule und ein Pfarrmuseum. Der Schulpark Lutriņi ist ein besonders geschütztes dendrologisches Denkmal.
Der Schachspieler Alfrēds Hartmanis (1881–1927) wurde in Lutriņi geboren.